# (296) Faetusa
(296) Phaëtusa, en català Faetusa, és un asteroide que pertany al cinturó d'asteroides descobert el 19 d'agost de 1890 per Auguste Honoré Charlois des de l'observatori de Niça, França.
Està nomenat així per Faetusa, un personatge de la mitologia grega.

## Característiques orbitals
Phaëtusa orbita a una distància mitjana del Sol de 2,23 ua, podent apropar-se fins a 1,873 ua. Té una excentricitat de 0,1599 i una inclinació orbital d'1,747°. Triga 1216 dies a completar una òrbita al voltant del Sol.
Phaëtusa forma part de la família asteroidal de Flora.